# Dedi al II-lea de Luzacia
Dedi al II-lea (sau Dedo, supranumit cel Tânăr) (d. 1069), a fost fiul mai mare al margrafului Dedi I al Saxoniei răsăritene, cu prima sa soție, Oda. Dedi a obținut titlul de margraf al Luzaciei Inferioare, însă a fost asasinat înainte de 26 octombrie 1069, murind înaintea tatălui său.